# Peta dinastija drevnog Egipta
Peta dinastija drevnog Egipta trajala je od oko 2494. pr. Kr. do 2345. pr. Kr. Nije bila tako sjajna kao prethodna, a poznata je po tome što su faraoni iz ovog razdoblja gradili Sunčeve hramove u Abusiru. Tražili su se i dopremali bakar, gnajs i tirkiz. Trgovalo se s Puntom. Blizu Mramorna mora nađena su imena nekih kraljeva ove dinastije.
Pretpostavlja se da je Kentkaues I. odigrala nekakvu ulogu u osnivanju dinastije. Prema jednom papirusu, prva trojica kraljeva 5. dinastije bili su braća.

## Faraoni
| Ime               | Slika            |
| ----------------- | ---------------- |
| Userkaf           |                  |
| Sahura            | Sahurina glava   |
| Neferirkara Kakai |                  |
| Neferefra         |                  |
| Šepseskara Isi    |                  |
| Njuserra Ini      | Njuserrin kip    |
| Menkauhor Kaiu    | Menkauhor, stela |
| Djedkare Isesi    |                  |
| Unas              | Unasova vaza     |